# Bolton

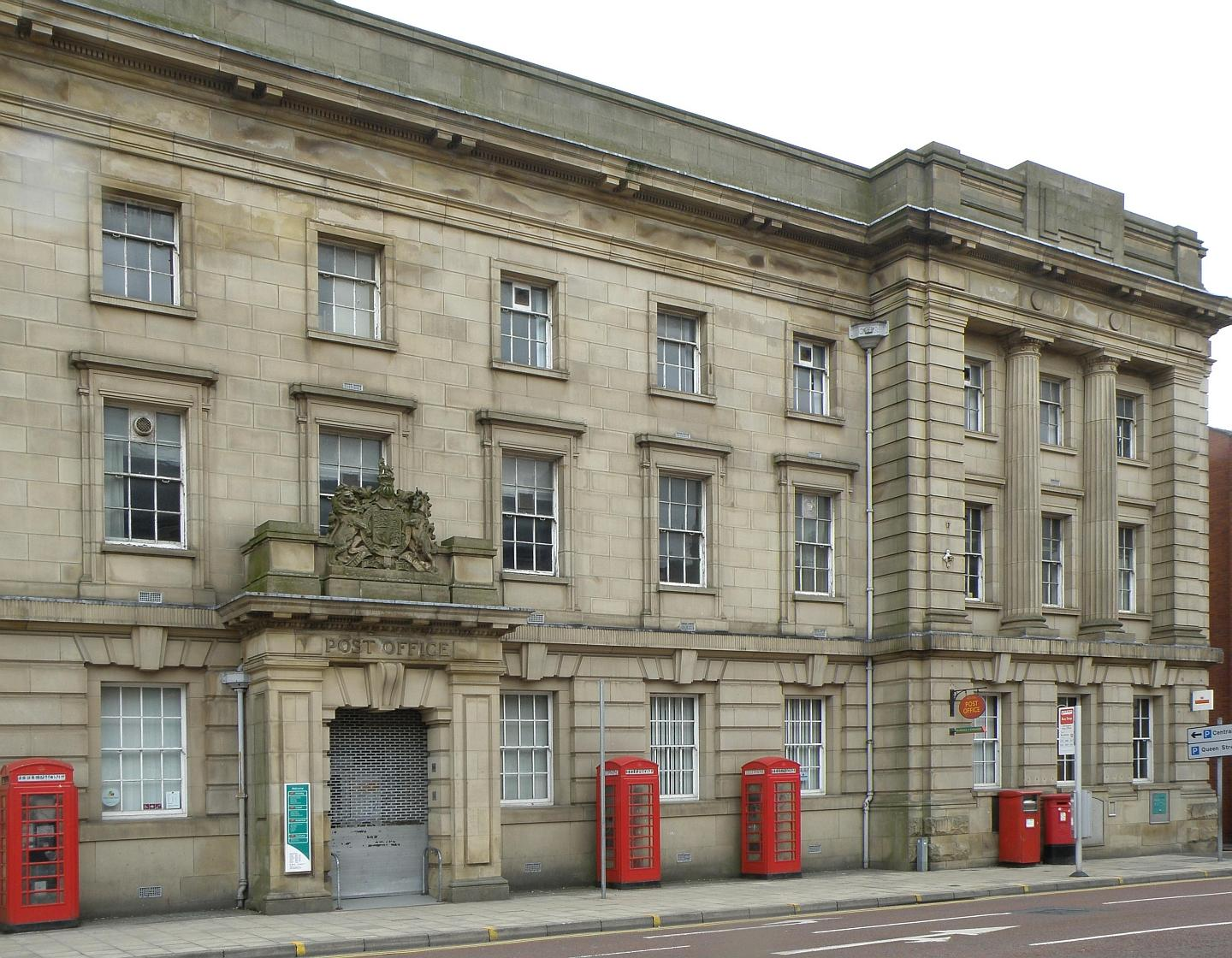
Budynek urzędu pocztowego przy Deansgate

Bolton – miasto w Wielkiej Brytanii (Anglia), w hrabstwie metropolitarnym Wielki Manchester, w dystrykcie metropolitalnym Bolton. W 2021 roku miasto liczyło 184 090 mieszkańców.

## Dane ogólne
Ważny ośrodek przemysłowy, kulturalny (muzeum, galerie sztuki nowoczesnej) i naukowy (uniwersytet). Bolton jest ośrodkiem przemysłu włókienniczego (wyroby bawełniane), przemysłu maszynowego, samochodowego, chemicznego i skórzanego.
W mieście znajduje się stacja kolejowa Bolton.

## Sport
- piłkarski klub Bolton Wanderers F.C.. bwfc.premiumtv.co.uk. [zarchiwizowane z tego adresu (2006-02-21)].

## Miasta partnerskie
- Le Mans, Francja
- Paderborn, Niemcy